# NGC 6210
NGC 6210 è una nebulosa planetaria visibile nella costellazione di Ercole.
Si osserva circa 4 gradi a NE della stella β Herculis; può essere osservata solo con un telescopio da almeno 150mm di apertura. La sua forma è notevolmente asimmetrica ed insolita. Dista dal Sole 4700 anni-luce.